# Sylvia Rivera
Sylvia Rae Rivera (Nova York, 2 de juliol de 1951 - 19 de febrer de 2002) va ser una activista LGBT estatunidenca. Rivera va ser una membre fundadora del Front d'Alliberament Gai i de la Gay Activists Alliance. Juntament amb la seva amiga Marsha P. Johnson, va ajudar a fundar l'organització Revolucionaris Activistes Transvestits del Carrer (STAR, per les sigles en anglès), dedicat a ajudar a dones de carrer transsexuals sense sostre.

## Vida i activisme
Rivera va néixer i va créixer a la ciutat de Nova York i viuria la major part de la seva vida a prop d'aquesta ciutat. Era d'ascendència portoriquenya i veneçolana. El seu nom de naixement era Ray (o Rey) Rivera. Va ser abandonada pel seu pare biològic José Rivera en els primers anys de vida i es va convertir en òrfena quan la seva mare es va suïcidar quan Sylvia tenia tres anys. Rivera va ser criada des de llavors per la seva àvia veneçolana, qui no aprovava el seu comportament efeminat, particularment quan va començar a portar maquillatge durant el seu quart any de primària. Com a resultat, Rivera va començar a viure als carrers amb onze anys, on es va unir a una comunitat de drag queens, terme amb el qual es denominaven en les dècades del 1960 i 1970 a les persones trans.
El seu activisme va començar amb la guerra de Vietnam i els moviments de drets civils i feminista, i va arribar al seu punt màxim en els temps dels disturbis de Stonewall. Freqüentment parlava sobre la seva experiència a Stonewall Inn la nit dels disturbis. També va lluitar pels drets dels joves portoriquenys i afroamericans, particularment en els Young Lords i els Black Panthers.
En diferents moments de la seva vida, va abusar de substàncies controlades i va viure al carrer. Les seves experiències la van portar a enfocar-se en l'activisme per aquelles persones que la societat (i moltes vegades la comunitat gai) deixaven enrere.
El maig de 1995 va intentar suïcidar-se llançant-se al riu Hudson. Va morir la matinada del 19 de febrer de 2002 a l'hospital St. Vincent de Nova York degut a complicacions de càncer de fetge. L'activista Riki Wilchins va comentar: "De moltes formes, Sylvia va ser la Rosa Parks del moviment transgènere modern, terme que ni tan sols es va encunyar fins a dues dècades després de Stonewall".
Durant els últims cinc anys de la seva vida, Sylvia va reiniciar la seva activitat política, i va impartir més discursos referents als disturbis de Stonewall i sobre la necessitat de la unitat entre persones transgènere per lluitar pel seu llegat històric com a persones en l'avantguarda del moviment LGBT. Va viatjar a Itàlia per la Marxa del Mil·lenni el 2000 on va ser aclamada com la mare de totes les persones LGBT. A principis de 2001, va restablir l'entitat STAR i va continuar en el seu activisme fins a la seva mort.

## Tributs

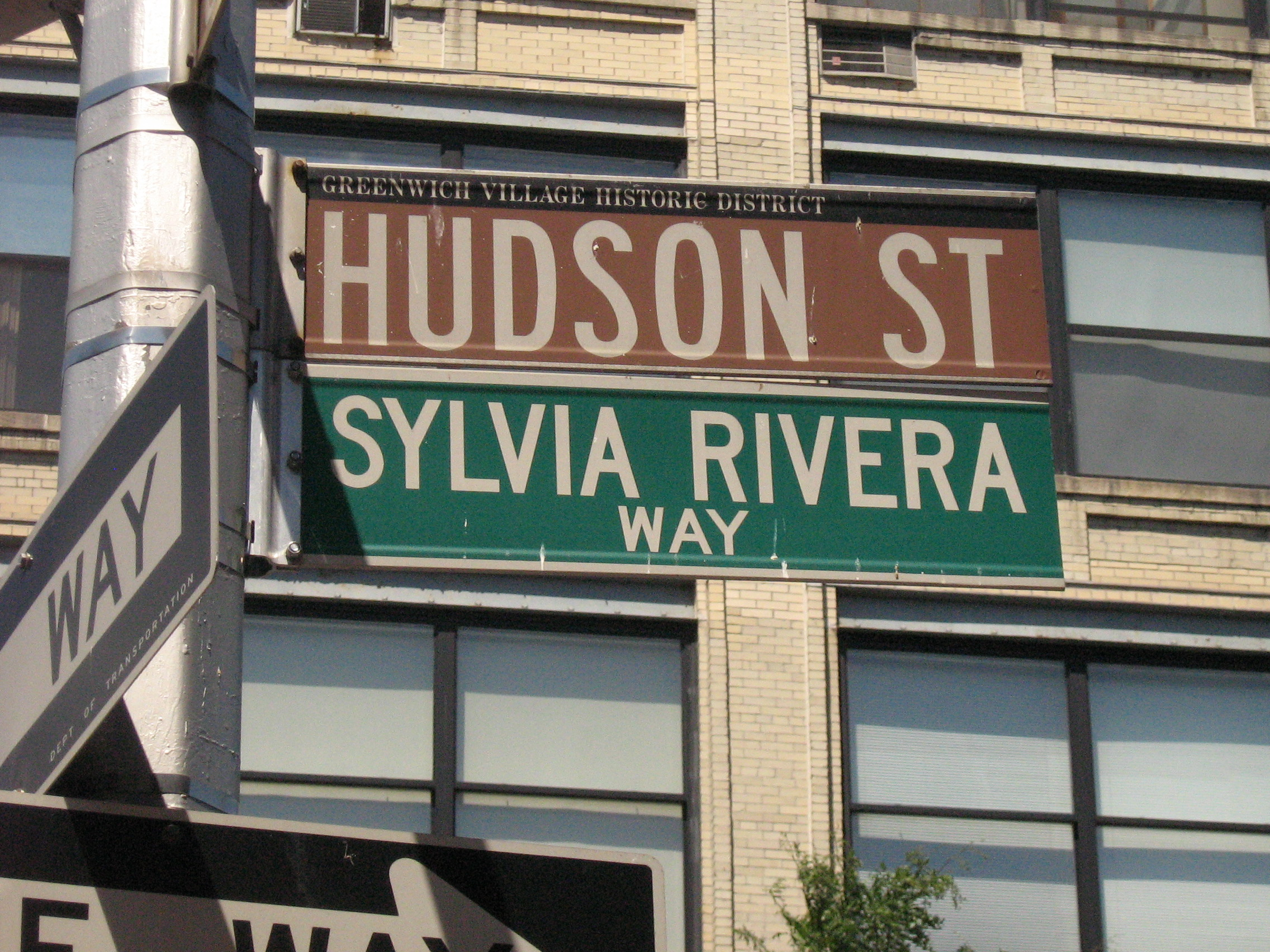
Rivera Way a Nova York.

El 2005, la intersecció dels carrers Christopher i Hudson va ser reanomenada com a Sylvia Rivera Way en el seu honor. La intersecció es troba a Greenwich Village, barri en el qual Rivera va començar el seu activisme i a dues illes de Stonewall Inn.